# Saison 1961-1962 de la Juventus FC
Maillots
Chronologie
Saison précédente Saison suivante
La saison 1961-1962 de la Juventus Football Club est la cinquante-neuvième de l'histoire du club, créé soixante-cinq ans plus tôt en 1897.
L'équipe de la région du Piémont prend part lors de cette saison à la 60e édition du championnat d'Italie (31e de Serie A), à la 14e édition de la Coupe d'Italie (en italien Coppa Italia), à la 7e édition de la Coupe des clubs champions européens, ainsi qu'à la 21e édition de la Coupe Mitropa.

## Historique
Double championne d'Italie en titre, et en pleine période de gloire, la Juventus au sommet du football italien entame cette nouvelle saison avec dans l'idée de garder son scudetto et de s'imposer sur le continent.
En fin de cycle du Trio magique après le départ du capitaine emblématique Giampiero Boniperti (qui laisse son brassard à Flavio Emoli), après avoir remporté 5 titres en 4 ans, la Juve d'Umberto Agnelli doit cette année batailler, car elle a en face de sérieux concurrents comme le Milan, l'Inter ou encore la Fiorentina.
L'entraîneur Renato Cesarini laisse le relais à une ancienne gloire en tant que joueur du club sur le banc, Carlo Parola.
L'équipe turinoise s'offre également quelques joueurs lors du mercato estival, avec tout d'abord l'arrivée de deux nouveaux gardiens, Roberto Anzolin et Giuseppe Gaspari. Pas mal de renforts arrivent également en défense, avec tout d'abord le jeune et futur grand défenseur Giancarlo Bercellino, ainsi que Gianfranco Bozzao, Domenico Casati et Bruno Garzena (retour de prêt). Le milieu de terrain est également renforcé, où l'on note l'arrivée de Franco Carrera, d'Antonio Montico (retour au club), Giorgio Rossano et l'argentin Humberto Rosa, tandis qu'en attaque arrivent Franco Dianti et l'excentrique Gianfranco Zigoni.
Le suédois Gunnar Gren (ancienne gloire du Milan), directeur technique du club depuis le 22 janvier 1961, dirige les premiers entraînements du club, et ce jusqu'au 7 septembre, où il se doit alors de retourner en Suède pour motifs familiaux (mort du père de sa femme). Il est alors remplacé par un ancien joueur bianconero, à savoir le tchèque Július Korostelev.

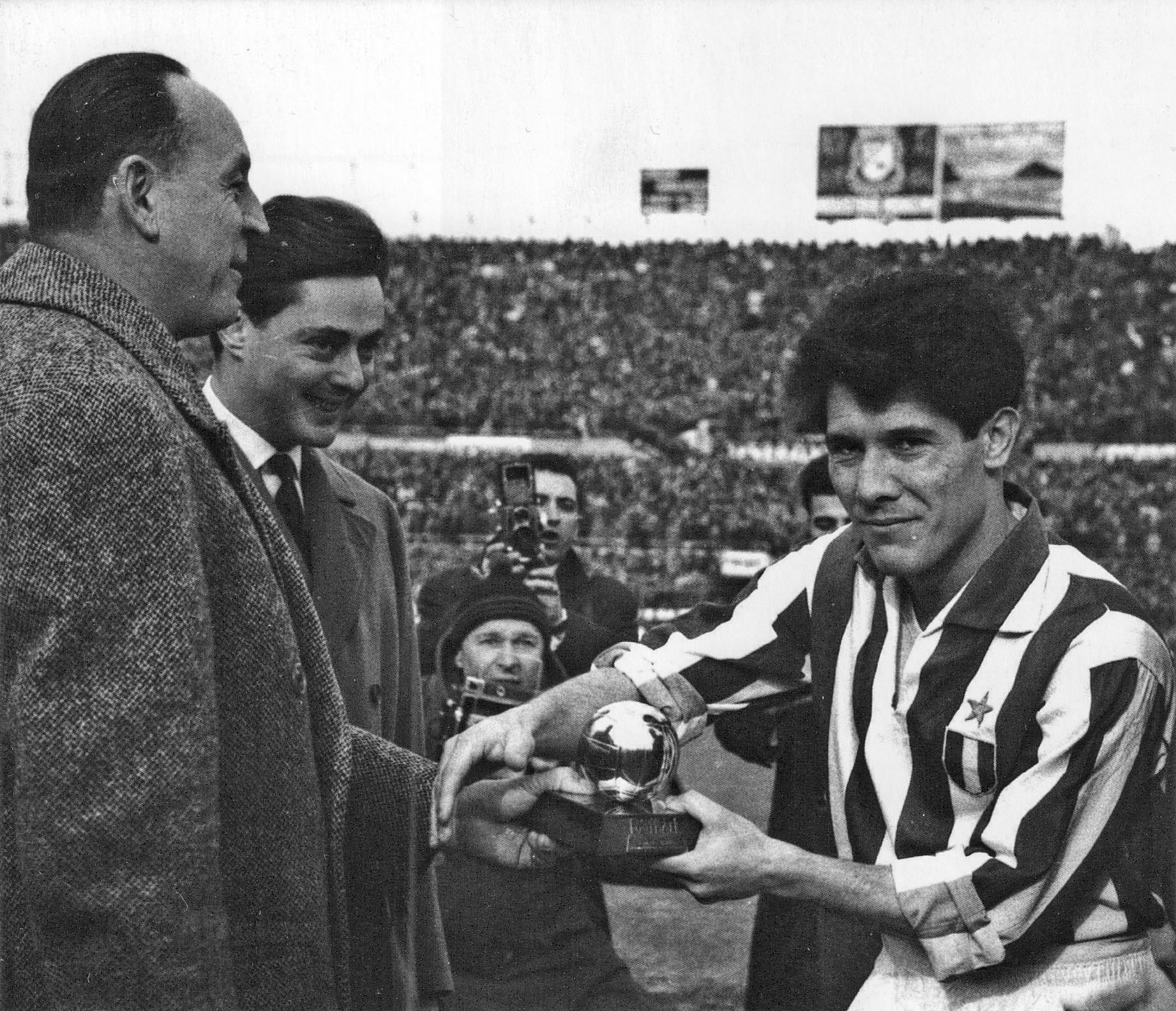
Loriundo Omar Sívori décerné le Ballon d'or 1961, sous le regard du président juventino Umberto Agnelli, élu meilleur footballeur européen de l'année. Stade communal de Turin, 14 février 1962.

C'est le dimanche 27 août 1961 que la Juventus FC reprend la compétition avec la Serie A lors d'un nul à domicile 1-1 (but de Charles pour la Juve) contre Mantoue. S'ensuit ensuite un début de saison très compliqué pour les bianconeri, alternant les défaites et les matchs nuls, et ce jusqu'à la 5e pour enfin un premier succès, 1 but à rien contre la Roma grâce à un but de Sívori. Deux semaines plus tard, le 1er octobre, la Vieille Dame perd à nouveau sur le plus petit des scores lors du derby della Mole contre le Torino, puis enchaîne ensuite à nouveau les contre-performances, subissant de lourdes défaites (4-2 et 5-1 contre les deux gros milanais, l'Inter et le Milan). Il faut attendre la 14e journée pour voir la Madama remporter enfin une nouvelle victoire, 3 buts à 2 sur le terrain de la Sampdoria (triplé de Mora), avant d'ensuite finir la phase aller avec 2 victoires et une défaite.
Pour le Ballon d'or 1961, ayant cette année lieu le 12 décembre 1961, la consécration pour la Juventus a enfin lieu (après 5 années de suite avec au moins un joueur juventino dans le classement). John Charles finit à la 8e place finale avec 3 votes, mais c'est surtout l'oriundo Omar Sívori qui marque les esprits, en devenant le premier joueur de l'histoire de la Juventus à recevoir le fameux Ballon d'or.
Pour la première rencontre des phases retour, le 31 décembre, les piémontais écrasent Padoue 4 à 0 (buts de Stacchini, Nicolè, Sívori et Cervato contre son camp), mais n'arrivent ensuite toujours pas à atteindre le haut du tableau, avec plusieurs défaites et matchs nuls à la clé. Lors de la 24e journée, la Vecchia Signora se venge de la défaite à l'aller et s'impose finalement 3 buts à 1 contre le Torino (doublé de Nicolè et but de Charles), mais ce succès (le dernier de la saison) ne parvient pas à faire oublier une saison pour l'instant catastrophique, les juventini allant même jusqu'à perdre leurs sept dernières confrontations. Le 23 mai, l'entraîneur Carlo Parola se blesse gravement (ligaments du genou droit), et est alors remplacé pour la fin de la saison par Július Korostelev.
Le 23 mars 1962 décède à Turin Eugenio Canfari, fondateur et premier président de la Juventus.

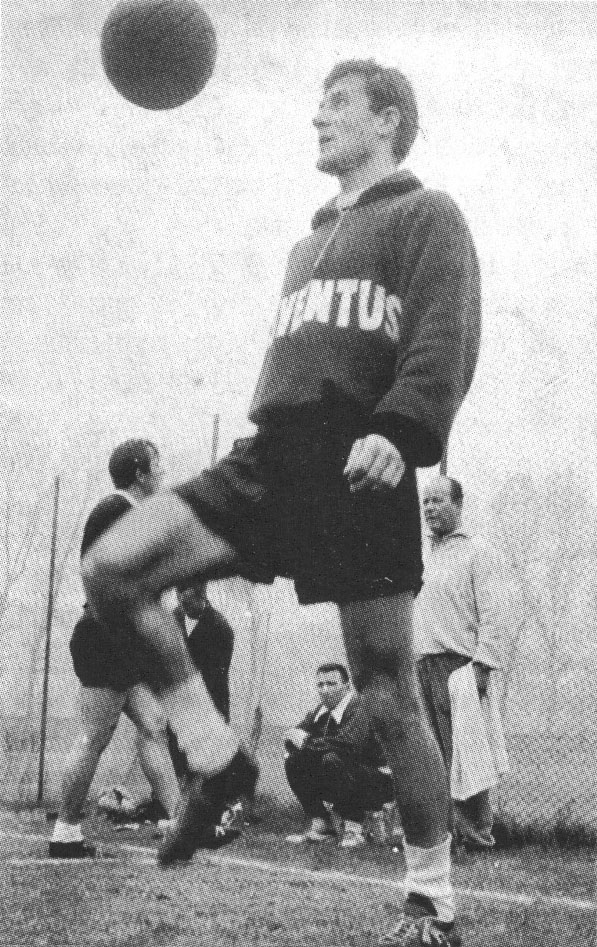
Le nouvelle signature Humberto Rosa, météore bianconera et défaut héritier de Boniperti.

Au terme d'une piètre saison (certaines sources évoquèrent les mauvaises relations entre l'entraîneur Carlo Parola et Omar Sívori), avec le bilan catastrophique de seulement 10 victoires, pour 9 matchs nuls et 15 défaites, la Juventus n'est au cours de cette saison que l'ombre d'elle-même, terminant à une bien mauvaise 12e place avec 29 points, indigne de son rang (égalant la plus mauvaise performance de l'histoire du club en Serie A de la saison 1955-1956).
Également installée en Europe[pas clair], le club, jouant cette saison la Coupe des clubs champions européens 1961-1962, entend bien cette année être un concurrent sérieux pour le titre.
Le mercredi 20 septembre 1961, les italiens jouent leur premier match européen contre les grecs du Panathinaïkos (où le joueur Angelo Caroli signa son grand retour après avoir été écarté plusieurs mois à cause d'un refus de renouvellement de contrat) avec un match nul 1 but partout (but bianconero de Mora), mais qu'ils finissent par défaire à Turin sur le score de 2 buts à 1 (réalisations de Nicolè et de Rossanopour la Juve), la Juventus passant pour la première fois de son histoire le premier tour de la C1. Au tour suivant, la Madama est opposée aux yougoslaves du Partizan Belgrade, et s'en va s'imposer au match par 2 à 1 au Stadion Partizana grâce aux buts de Nicolè et Rosa. Une fois chez elle au Stadio Comunale, la Juve n'eut plus qu'à dérouler au match retour, écrasant le club serbe 5-0 (avec des réalisations de Nicolè, Mora (doublé), Rosa et Stacchini). En quarts-de-finale, l'affaire se corse pour les turinois, confrontés aux quintuples vainqueurs espagnols de l'épreuve du Real Madrid (avec ses joueurs phare comme Di Stéfano, Puskás, Gento, del Sol ou encore Tejada). Il s'agit de l'un des meilleurs clubs du monde à l'époque, et c'est la première fois que la Juventus se retrouve confrontée à une équipe aussi coriace en coupe d'Europe. Le 14 février 1962 à l'aller, le club juventino s'incline chez lui sur le plus petit des scores, mais réalise l'exploit au match retour d'aller s'imposer 1-0 à Santiago Bernabéu grâce à un but de Sívori devant 130 000 spectateurs (c'est d'ailleurs durant ce match que la Juve endosse pour la première fois de son histoire un maillot extérieur de couleur noire,). Un match d'appui décisif doit être joué pour déterminer le vainqueur, et les deux clubs s'affrontèrent donc sur terrain neutre à Paris au Parc des Princes, voyant finalement les madrilènes l'emporter sur le score de 3 à 1 (malgré une réalisation bianconera de Sívori).
N'étant jamais allée aussi loin dans la compétition, la Juve n'a donc pas à rougir de son élimination aux portes du dernier carré.

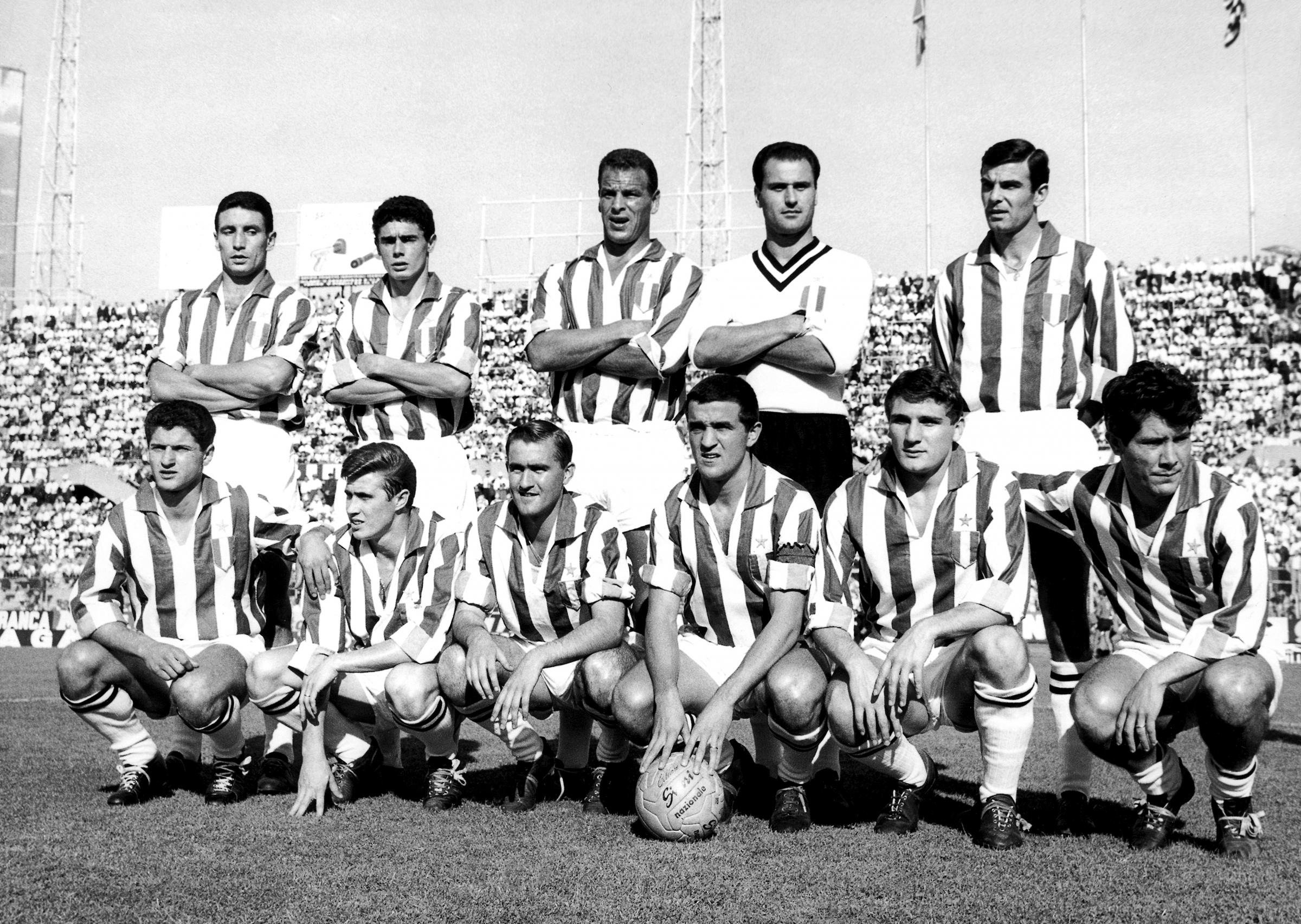
Les Turinois de la saison.

Le club dispute également cette saison la Coppa Italia, débutant le dimanche 15 octobre 1961 lors d'une victoire 3-2 à l'extérieur contre Prato lors du second tour préliminaire (réalisations bianconere de Stacchini, Rossano sur penalty, et de Rosa). En 8e, la Juventus s'impose difficilement sur le plus petit des scores contre Brescia avec un but de Charles au Stadio Mario Rigamonti. Le tour suivant se jouant le 30 avril voit cette fois les piémontais l'emporter facilement par 3 à 0 (but de Nicolè, de Charles et de Stacchini) contre Lecco, mais une fois en demi, ils ne parviendront pas à gagner contre le SPAL, qui les battrons 4-1 (malgré une réalisation turinoise de Muccini contre son camp). Même le match pour la 3e place voit Mantoue battre la Juventus un but à zéro.
En fin de saison, la Vieille Dame a rendez-vous avec un autre tournoi européen, la Coupe Mitropa (ex-Coupe d'Europe centrale), à laquelle elle participe pour la première fois sous sa nouvelle forme.
Dans les phases de poule, le samedi 12 mai 1962, les zèbres rencontrent les yougoslaves (aujourd'hui croates) du Dinamo Zagreb qu'ils battent facilement à domicile 4-1 avec des buts de Nicolè, Šikić contre son camp, Stacchini et Rosa. Les deux matchs suivants se soldant sur une défaite et une victoire, la Juve perdit à nouveau lors de la 4e journée 2 buts à 0 le 3 juin contre l'équipe tchécoslovaque du Spartak Hradec Králové, les deux dernières journées voyant le club être opposé aux hongrois de Ferencváros, avec à la clé un succès puis un nul.
Avec seulement 7 points au compteur, la Juventus termine 3e sur 4 de son groupe et ne passe donc pas la phase de groupe.
À la fin de la saison, le Gallois John Charles (devenu entre-temps une légende au club), quitte la Juventus pour retourner dans son ancien club, au Leeds United. Il ne reste donc plus qu'un seul joueur sur trois de la période dorée bianconera du « Trio magique ».
Nouant avec sa tradition de longue date de faire jouer des joueurs juventini  dans son effectif, l'équipe d'Italie prend cette année part à la coupe du monde 1962 au Chili avec deux joueurs de la Juve, les attaquants Omar Sívori et Bruno Mora, mais n'arrive pas à s'extirper des phases de poule.
L'après-Trio magique est donc difficile à gérer pour les bianconeri, au terme d'une saison catastrophique sans aucun titres, bien qu'Omar Sívori et ses 15 buts sauva les meubles avec son Ballon d'or (le premier du club).

## Déroulement de la saison

### Résultats en championnat
- Phase aller

| dimanche 27 août 1961 1re journée | Juventus    | 1 - 1 | Mantoue      | Stadio Comunale, Turin 16h00 Arbitre : Sebastio |
| dimanche 27 août 1961 1re journée | Charles 26e |       | 52e Allemann | Stadio Comunale, Turin 16h00 Arbitre : Sebastio |

| dimanche 3 septembre 1961 2e journée | Padoue       | 2 - 1 | Juventus   | Stadio Silvio Appiani, Padoue 16h30 Arbitre : Adami |
| dimanche 3 septembre 1961 2e journée | Kölbl 4e 27e |       | 78e Sívori | Stadio Silvio Appiani, Padoue 16h30 Arbitre : Adami |

| dimanche 10 septembre 1961 3e journée | Juventus                     | 2 - 2 | Lecco                           | Stadio Comunale, Turin 16h00 Arbitre : Angonese |
| dimanche 10 septembre 1961 3e journée | Mora 22e (pen.) · Sívori 53e |       | 52e Di Giacomo · 87e Cardarelli | Stadio Comunale, Turin 16h00 Arbitre : Angonese |

| mercredi 13 septembre 1961 4e journée | Atalanta                             | 3 - 1 | Juventus    | Stadio Comunale, Bergame 19h00 Arbitre : Jonni |
| mercredi 13 septembre 1961 4e journée | Olivieri 24e 83e · Garzena 74e (csc) |       | 63e Charles | Stadio Comunale, Bergame 19h00 Arbitre : Jonni |

| dimanche 17 septembre 1961 5e journée | Juventus   | 1 - 0 | Roma | Stadio Comunale, Turin 15h30 Arbitre : Rigato |
| dimanche 17 septembre 1961 5e journée | Sívori 14e |       |      | Stadio Comunale, Turin 15h30 Arbitre : Rigato |

| dimanche 24 septembre 1961 6e journée | SPAL | 0 - 3                                    | Juventus | Stadio Comunale, Ferrare 15h30 Arbitre : Genel |
| dimanche 24 septembre 1961 6e journée |      | 41e Charles · 49e Stacchini · 90e Sívori |          | Stadio Comunale, Ferrare 15h30 Arbitre : Genel |

| dimanche 1er octobre 1961 7e journée | Juventus | 0 - 1     | Torino | Stadio Comunale, Turin 15h30 48 620 spectateurs Arbitre : Gambarotta |
| dimanche 1er octobre 1961 7e journée |          | 69e Baker |        | Stadio Comunale, Turin 15h30 48 620 spectateurs Arbitre : Gambarotta |

| mercredi 4 octobre 1961 8e journée | Juventus   | 1 - 0 | Catane | Stadio Comunale, Turin 15h00 Arbitre : Francescon |
| mercredi 4 octobre 1961 8e journée | Sívori 71e |       |        | Stadio Comunale, Turin 15h00 Arbitre : Francescon |

| dimanche 8 octobre 1961 9e journée | Palerme | 0 - 0 | Juventus | Stadio La Favorita, Palerme 15h00 Arbitre : Rigato |
| dimanche 8 octobre 1961 9e journée |         |       |          | Stadio La Favorita, Palerme 15h00 Arbitre : Rigato |

| dimanche 22 octobre 1961 10e journée | Juventus                 | 2 - 4 | Inter                                              | Stadio Comunale, Turin 14h30 Arbitre : Lo Bello |
| dimanche 22 octobre 1961 10e journée | Charles 19e · Nicolè 68e |       | 15e Hitchens · 58e (pen.) Suárez · 74e 88e Bettini | Stadio Comunale, Turin 14h30 Arbitre : Lo Bello |

| dimanche 29 octobre 1961 11e journée | Bologne               | 2 - 2 | Juventus                 | Stadio Comunale, Bologne 14h30 Arbitre : Jonni |
| dimanche 29 octobre 1961 11e journée | Perani 47e (pen.) 58e |       | 6e Sívori · 24e Leoncini | Stadio Comunale, Bologne 14h30 Arbitre : Jonni |

| dimanche 12 novembre 1961 12e journée | Milan                               | 5 - 1 | Juventus | Stadio San Siro, Milan 14h30 Arbitre : Rigato |
| dimanche 12 novembre 1961 12e journée | Altafini 3e 8e 76e 78e · Rivera 63e |       | 38e Rosa | Stadio San Siro, Milan 14h30 Arbitre : Rigato |

| dimanche 19 novembre 1961 13e journée | Juventus | 0 - 0 | Fiorentina | Stadio Comunale, Turin 14h30 Arbitre : Genel |
| dimanche 19 novembre 1961 13e journée |          |       |            | Stadio Comunale, Turin 14h30 Arbitre : Genel |

| dimanche 26 novembre 1961 14e journée | Sampdoria                             | 2 - 3 | Juventus              | Stade Luigi-Ferraris, Gênes 14h30 Arbitre : Angelini |
| dimanche 26 novembre 1961 14e journée | Cucchiaroni 15e · Vincenzi 88e (pen.) |       | 2e 4e 43e (pen.) Mora | Stade Luigi-Ferraris, Gênes 14h30 Arbitre : Angelini |

| dimanche 3 décembre 1961 15e journée | Juventus       | 2 - 0 | Lanerossi Vicence | Stadio Comunale, Turin 14h30 Arbitre : Cataldo |
| dimanche 3 décembre 1961 15e journée | Sívori 30e 72e |       |                   | Stadio Comunale, Turin 14h30 Arbitre : Cataldo |

| dimanche 10 décembre 1961 16e journée | Udinese         | 2 - 1 | Juventus  | Stadio Moretti, Udine 14h30 Arbitre : Adami |
| dimanche 10 décembre 1961 16e journée | Canella 42e 67e |       | 5e Nicolè | Stadio Moretti, Udine 14h30 Arbitre : Adami |

| dimanche 17 décembre 1961 17e journée | Juventus   | 1 - 0 | Venise | Stadio Comunale, Turin 14h30 Arbitre : Marchese |
| dimanche 17 décembre 1961 17e journée | Sívori 66e |       |        | Stadio Comunale, Turin 14h30 Arbitre : Marchese |

- Phase retour

| dimanche 31 décembre 1961 19e journée | Juventus                                                       | 4 - 0 | Padoue | Stadio Comunale, Turin 14h30 Arbitre : Sbardella |
| dimanche 31 décembre 1961 19e journée | Stacchini 31e · Nicolè 35e · Sívori 42e · C. Cervato 57e (csc) |       |        | Stadio Comunale, Turin 14h30 Arbitre : Sbardella |

| dimanche 7 janvier 1962 20e journée | Lecco                        | 2 - 2 | Juventus                | Stadio Mario Rigamonti, Lecco 14h30 Arbitre : Genel |
| dimanche 7 janvier 1962 20e journée | Di Giacomo 42e · Duzioni 85e |       | 25e Mazzia · 32e Nicolè | Stadio Mario Rigamonti, Lecco 14h30 Arbitre : Genel |

| mercredi 10 janvier 1962 18e journée | Mantoue | 0 - 1    | Juventus | Stadio Danilo Martelli, Mantoue 14h30 Arbitre : Adami |
| mercredi 10 janvier 1962 18e journée |         | 3e Emoli |          | Stadio Danilo Martelli, Mantoue 14h30 Arbitre : Adami |

| dimanche 14 janvier 1962 21e journée | Juventus   | 1 - 1 | Atalanta    | Stadio Comunale, Turin 14h30 Arbitre : De Robbio |
| dimanche 14 janvier 1962 21e journée | Nicolè 77e |       | 78e Maschio | Stadio Comunale, Turin 14h30 Arbitre : De Robbio |

| dimanche 21 janvier 1962 22e journée | Roma                                        | 3 - 3 | Juventus                           | Stadio Olimpico, Rome 14h30 Arbitre : Francescon |
| dimanche 21 janvier 1962 22e journée | Menichelli 21e · Jonsson 40e · Lojacono 74e |       | 24e Rosa · 29e Nicolè · 61e Sívori | Stadio Olimpico, Rome 14h30 Arbitre : Francescon |

| dimanche 28 janvier 1962 23e journée | Juventus                   | 2 - 1 | SPAL                  | Stadio Comunale, Turin 14h30 Arbitre : Campanati |
| dimanche 28 janvier 1962 23e journée | Stacchini 38e · Sívori 61e |       | 71e (pen.) S. Cervato | Stadio Comunale, Turin 14h30 Arbitre : Campanati |

| dimanche 4 février 1962 24e journée | Torino           | 1 - 3 | Juventus                     | Stadio Olimpico, Rome 14h30 50 000 spectateurs Arbitre : Jonni |
| dimanche 4 février 1962 24e journée | Mazzia 46e (csc) |       | 41e 71e Nicolè · 63e Charles | Stadio Olimpico, Rome 14h30 50 000 spectateurs Arbitre : Jonni |

| dimanche 11 février 1962 25e journée | Catane                       | 2 - 0 | Juventus | Stadio Cibali, Catane 15h00 Arbitre : Rigato |
| dimanche 11 février 1962 25e journée | Szymaniak 47e · Ferrigno 84e |       |          | Stadio Cibali, Catane 15h00 Arbitre : Rigato |

| dimanche 18 février 1962 26e journée | Juventus                         | 2 - 4 | Palerme                                     | Stadio Comunale, Turin 15h00 Arbitre : Samani |
| dimanche 18 février 1962 26e journée | Ferrazzi 21e (csc) · Charles 48e |       | 11e Prato · 68e 77e Fernando · 82e Burgnich | Stadio Comunale, Turin 15h00 Arbitre : Samani |

| dimanche 25 février 1962 27e journée | Inter                      | 2 - 2 | Juventus                   | Stadio San Siro, Milan 15h00 Arbitre : Jonni |
| dimanche 25 février 1962 27e journée | Bicicli 19e · Hitchens 74e |       | 79e Sívori · 87e Stacchini | Stadio San Siro, Milan 15h00 Arbitre : Jonni |

| dimanche 4 mars 1962 28e journée | Juventus                  | 2 - 3 | Bologne                      | Stadio Comunale, Turin 15h00 Arbitre : De Robbio |
| dimanche 4 mars 1962 28e journée | Leoncini 72e · Mazzia 83e |       | 12e 53e Nielsen · 42e Perani | Stadio Comunale, Turin 15h00 Arbitre : De Robbio |

| dimanche 11 mars 1962 29e journée | Juventus                      | 2 - 4 | Bologne                                  | Stadio Comunale, Turin 15h00 Arbitre : Rigato |
| dimanche 11 mars 1962 29e journée | Charles 42e · Mora 87e (pen.) |       | 9e Barison · 49e Sani · 53e 67e Altafini | Stadio Comunale, Turin 15h00 Arbitre : Rigato |

| dimanche 18 mars 1962 30e journée | Fiorentina      | 1 - 0 | Juventus | Stadio Comunale, Florence 15h30 Arbitre : Adami |
| dimanche 18 mars 1962 30e journée | Dell'Angelo 79e |       |          | Stadio Comunale, Florence 15h30 Arbitre : Adami |

| dimanche 25 mars 1962 31e journée | Juventus | 0 - 1         | Sampdoria | Stadio Comunale, Turin 15h30 Arbitre : Grignani |
| dimanche 25 mars 1962 31e journée |          | 14e Brighenti |           | Stadio Comunale, Turin 15h30 Arbitre : Grignani |

| dimanche 1er avril 1962 32e journée | Lanerossi Vicence | 1 - 0 | Juventus | Stadio Romeo Menti, Vicence 15h30 Arbitre : Jonni |
| dimanche 1er avril 1962 32e journée | Vastola 64e       |       |          | Stadio Romeo Menti, Vicence 15h30 Arbitre : Jonni |

| dimanche 8 avril 1962 33e journée | Juventus                    | 2 - 3 | Udinese                                   | Stadio Comunale, Turin 15h30 Arbitre : Varazzani |
| dimanche 8 avril 1962 33e journée | Stacchini 34e · Charles 35e |       | 10e Selmosson · 20e Del Pin · 76e Rozzoni | Stadio Comunale, Turin 15h30 Arbitre : Varazzani |

| dimanche 15 avril 1962 34e journée | Venise                                 | 3 - 0 | Juventus | Stadio Pierluigi Penzo, Venise 15h30 Arbitre : De Robbio |
| dimanche 15 avril 1962 34e journée | Siciliano 60e · Rossi 68e · Santon 70e |       |          | Stadio Pierluigi Penzo, Venise 15h30 Arbitre : De Robbio |

#### Classement
|  |     | Classement final 1961-1962 | Pts | MJ | V  | N  | D  | BP | BC | Dif |
|  | --- | -------------------------- | --- | -- | -- | -- | -- | -- | -- | --- |
|  | 1.  | Milan                      | 53  | 34 | 24 | 5  | 5  | 83 | 36 | +47 |
|  | 2.  | Inter                      | 48  | 34 | 19 | 10 | 5  | 59 | 31 | +28 |
|  | 3.  | Fiorentina                 | 46  | 34 | 19 | 8  | 7  | 57 | 32 | +25 |
|  | 4.  | Bologne                    | 45  | 34 | 19 | 7  | 8  | 57 | 41 | +16 |
|  | 5.  | Roma                       | 44  | 34 | 18 | 8  | 8  | 61 | 35 | +26 |
|  | 6.  | Atalanta                   | 38  | 34 | 13 | 12 | 9  | 39 | 38 | +1  |
|  | 7.  | Torino                     | 36  | 34 | 12 | 12 | 10 | 42 | 40 | +2  |
|  | 8.  | Palerme                    | 35  | 34 | 13 | 9  | 12 | 30 | 35 | -5  |
|  | 9.  | Mantoue                    | 32  | 34 | 12 | 8  | 14 | 42 | 42 | 0   |
|  | 10. | Sampdoria                  | 30  | 34 | 9  | 12 | 13 | 32 | 40 | -8  |
|  | 10. | Catane                     | 30  | 34 | 9  | 12 | 13 | 30 | 45 | -15 |
|  | 12. | Venise                     | 29  | 34 | 8  | 13 | 13 | 35 | 41 | -6  |
|  | 12. | Juventus                   | 29  | 34 | 10 | 9  | 15 | 48 | 56 | -8  |

### Résultats en coupe
- 2e tour éliminatoire

| dimanche 15 octobre 1961 | Prato                   | 2 - 3 | Juventus                                      | Prato Arbitre : Roversi |
| dimanche 15 octobre 1961 | Taccola 40e · Rossi 87e |       | 11e Stacchini · 70e (pen.) Rossano · 85e Rosa | Prato Arbitre : Roversi |

- 8e-de-finale

| mercredi 25 avril 1962 | Brescia | 0 - 1       | Juventus | Stadio Mario Rigamonti, Brescia Arbitre : Sbardella |
| mercredi 25 avril 1962 |         | 28e Charles |          | Stadio Mario Rigamonti, Brescia Arbitre : Sbardella |

- Quarts-de-finale

| lundi 30 avril 1962 | Juventus                                 | 3 - 0 | Lecco | Stadio Comunale, Turin Arbitre : Adami |
| lundi 30 avril 1962 | Nicolè 35e · Charles 66e · Stacchini 71e |       |       | Stadio Comunale, Turin Arbitre : Adami |

- Demi-finale

| jeudi 31 mai 1962 | SPAL                                                 | 4 - 1 | Juventus          | Stadio Comunale, Ferrare Arbitre : Campanati |
| jeudi 31 mai 1962 | Micheli 31e · Dell'Omodarme 33e 69e · S. Cervato 72e |       | 79e (csc) Muccini | Stadio Comunale, Ferrare Arbitre : Campanati |

- Match pour la 3e place

| jeudi 21 juin 1962 | Mantoue            | 1 - 0 | Juventus | Stadio Danilo Martelli, Mantoue Arbitre : Rigato |
| jeudi 21 juin 1962 | Mazzero 52e (pen.) |       |          | Stadio Danilo Martelli, Mantoue Arbitre : Rigato |

### Résultats en coupe des clubs champions
- 16e-de-finale

| mercredi 20 septembre 1961 Match aller | Panathinaïkos     | 1 - 1 | Juventus | Stade Apostolos Nikolaidis, Athènes 16h30 23 904 spectateurs Arbitre : Galba |
| mercredi 20 septembre 1961 Match aller | Papaemmanouil 77e |       | 45e Mora | Stade Apostolos Nikolaidis, Athènes 16h30 23 904 spectateurs Arbitre : Galba |

| mercredi 27 septembre 1961 Match retour | Juventus                 | 2 - 1 | Panathinaïkos       | Stadio Comunale, Turin 21h30 19 452 spectateurs Arbitre : Obtulovič |
| mercredi 27 septembre 1961 Match retour | Nicolè 20e · Rossano 23e |       | 62e (pen.) Cholevas | Stadio Comunale, Turin 21h30 19 452 spectateurs Arbitre : Obtulovič |

- 8e-de-finale

| mercredi 8 novembre 1961 Match aller | Partizan Belgrade | 1 - 2 | Juventus              | Stadion Partizana, Belgrade 14h15 23 472 spectateurs Arbitre : Schicker |
| mercredi 8 novembre 1961 Match aller | Vasović 87e       |       | 34e Nicolè · 73e Rosa | Stadion Partizana, Belgrade 14h15 23 472 spectateurs Arbitre : Schicker |

| mercredi 15 novembre 1961 Match retour | Juventus                                             | 5 - 0 | Partizan Belgrade | Stadio Comunale, Turin 15h00 14 347 spectateurs Arbitre : Gulde |
| mercredi 15 novembre 1961 Match retour | Nicolè 1re · Mora 36e 63e · Rosa 55e · Stacchini 66e |       |                   | Stadio Comunale, Turin 15h00 14 347 spectateurs Arbitre : Gulde |

- Quarts-de-finale

| mercredi 14 février 1962 Match aller | Juventus | 0 - 1          | Real Madrid | Stadio Comunale, Turin 15h30 66 403 spectateurs Arbitre : Dusch |
| mercredi 14 février 1962 Match aller |          | 69e Di Stéfano |             | Stadio Comunale, Turin 15h30 66 403 spectateurs Arbitre : Dusch |

| mercredi 21 février 1962 Match retour | Real Madrid | 0 - 1      | Juventus | Estadio Santiago Bernabéu, Madrid 20h30 130 000 spectateurs Arbitre : Guigue |
| mercredi 21 février 1962 Match retour |             | 38e Sívori |          | Estadio Santiago Bernabéu, Madrid 20h30 130 000 spectateurs Arbitre : Guigue |

| mercredi 28 février 1962 Match de barrage | Juventus   | 1 - 3 | Real Madrid                         | Parc des Princes, Paris 20h30 36 750 spectateurs Arbitre : Schwinte |
| mercredi 28 février 1962 Match de barrage | Sívori 37e |       | 1re Felo · 65e Del Sol · 84e Tejada | Parc des Princes, Paris 20h30 36 750 spectateurs Arbitre : Schwinte |

### Résultats en coupe Mitropa
- Phases de poule

| samedi 12 mai 1962 1re journée | Juventus                                                | 4 - 1 | Dinamo Zagreb | Stadio Filadelfia, Turin 20h45 Arbitre : Pósa |
| samedi 12 mai 1962 1re journée | Nicolè 20e · Šikić 55e (csc) · Stacchini 67e · Rosa 85e |       | 10e Garov     | Stadio Filadelfia, Turin 20h45 Arbitre : Pósa |

| dimanche 20 mai 1962 2e journée | Dinamo Zagreb                 | 2 - 1 | Juventus     | Stadion Maksimir, Zagreb 17h00 Arbitre : Bala |
| dimanche 20 mai 1962 2e journée | Rudić 1re · Anzolin 18e (csc) |       | 5e Stacchini | Stadion Maksimir, Zagreb 17h00 Arbitre : Bala |

| dimanche 27 mai 1962 3e journée | Juventus                        | 3 - 2 | Spartak HK               | Stadio Filadelfia, Turin 20h45 Arbitre : Škorić |
| dimanche 27 mai 1962 3e journée | Stacchini 1re 43e · Càstano 25e |       | 23e Pokorný · 34e Kvaček | Stadio Filadelfia, Turin 20h45 Arbitre : Škorić |

| dimanche 3 juin 1962 4e journée | Spartak HK              | 2 - 0 | Juventus | Hradec Králové Arbitre : Bajić |
| dimanche 3 juin 1962 4e journée | Pokorný 6e · Kvaček 74e |       |          | Hradec Králové Arbitre : Bajić |

| dimanche 10 juin 1962 5e journée | Ferencváros | 0 - 1    | Juventus | Budapest 17h00 Arbitre : Tyl |
| dimanche 10 juin 1962 5e journée |             | 41e Rosa |          | Budapest 17h00 Arbitre : Tyl |

| dimanche 17 juin 1962 6e journée | Juventus | 1 - 1 | Ferencváros | Stadio Filadelfia, Turin 17h30 Arbitre : Špoták |
| dimanche 17 juin 1962 6e journée | Rosa 71e |       | 49e Németh  | Stadio Filadelfia, Turin 17h30 Arbitre : Špoták |

#### Classement
|  |    | Matchs de poule - groupe A | Pts | MJ | V | N | D | BP | BC | Dif |
|  | -- | -------------------------- | --- | -- | - | - | - | -- | -- | --- |
|  | 1. | Dinamo Zagreb              | 8   | 6  | 4 | 0 | 2 | 14 | 10 | +4  |
|  | 2. | Spartak HK                 | 8   | 6  | 4 | 0 | 2 | 11 | 8  | +3  |
|  | 3. | Juventus                   | 7   | 6  | 3 | 1 | 2 | 10 | 8  | +2  |

### Matchs amicaux
| mercredi 16 août 1961 | Villar Perosa | 0 - 11           | Juventus |  |
| mercredi 16 août 1961 |               | Buteurs inconnus |          |  |

| samedi 19 août 1961 | MTK Budapest     | 3 - 3 | Juventus         |  |
| samedi 19 août 1961 | Buteurs inconnus |       | Buteurs inconnus |  |

| mercredi 23 août 1961 | Pro Patria | 0 - 3            | Juventus |  |
| mercredi 23 août 1961 |            | Buteurs inconnus |          |  |

| mardi 5 septembre 1961 | Sélection israélienne | 3 - 3 | Juventus         |  |
| mardi 5 septembre 1961 | Buteurs inconnus      |       | Buteurs inconnus |  |

| mercredi 29 novembre 1961 | Casale | 0 - 1          | Juventus |  |
| mercredi 29 novembre 1961 |        | Buteur inconnu |          |  |

| mercredi 6 décembre 1961 | Ivrée            | 2 - 2 | Juventus         |  |
| mercredi 6 décembre 1961 | Buteurs inconnus |       | Buteurs inconnus |  |

| jeudi 12 avril 1962 | Juventus | 4 - 0            | Casale |  |
| jeudi 12 avril 1962 |          | Buteurs inconnus |        |  |

| mardi 15 mai 1962 | Juventus | 0 - 2            | Hongrie |  |
| mardi 15 mai 1962 |          | Buteurs inconnus |         |  |

## Effectif du club
Effectif des joueurs de la Juventus Football Club lors de la saison 1961-1962.

## Buteurs
Voici ici les buteurs de la Juventus Football Club toutes compétitions confondues.
| 15 buts - Omar Sívori 13 buts - Bruno Nicolè 12 buts - Gino Stacchini 10 buts - John Charles 8 buts - Bruno Mora - Humberto Rosa | 2 buts - Gianfranco Leoncini - Bruno Mazzia - Giorgio Rossano 1 but - Ernesto Càstano - Flavio Emoli |